# Thermonukleare Reaktion
Thermonukleare Reaktion bezeichnet eine Kernfusion, also Verschmelzung von leichteren zu schwereren Atomkernen, wenn sie mit großen Stoffmengen und nicht nur als einzelne Kernreaktion abläuft. Thermonukleare Reaktionen sind die Hauptenergiequelle von Sternen und wichtig als Mechanismus der Nukleosynthese.
Fusionsreaktionen sind, vom leichtesten Element Wasserstoff ausgehend, nur bis zur Bildung von Eisen exotherm (d. h. energieliefernd). Daher können durch diesen Prozess nur Elemente bis zum Eisen entstehen, hauptsächlich Helium, Kohlenstoff, Sauerstoff, Neon, Silizium und Eisen. Schwerere Elemente können sich dann aus diesen durch Neutroneneinfang bilden, entweder durch den s-Prozess (vor allem in Roten Riesen) oder den r-Prozess (hauptsächlich in einer Supernova).
Damit eine Reaktion zwischen zwei Atomkernen stattfinden kann, müssen diese einander so nahekommen, dass die kurzreichweitige starke Wechselwirkung die schwächere, aber langreichweitige elektromagnetische Wechselwirkung übertrifft, denn die elektromagnetische Wechselwirkung bewirkt eine gegenseitige Abstoßung der beiden positiv geladenen Kerne. Bei einer thermonuklearen Reaktion stoßen die miteinander reagierenden Kerne aufgrund ihrer thermischen Bewegung zusammen. Daher erfolgt eine solche Reaktion nur bei sehr hohen Temperaturen. Aufgrund des Tunneleffekts können auch Kerne, die sich nicht nahe genug kommen, mit einer gewissen Wahrscheinlichkeit fusionieren. Diese Tunnelwahrscheinlichkeit steigt exponentiell mit der Temperatur.

## Anwendungen

### Kernwaffen
Wasserstoffbomben-Explosionen beruhen auf einer unkontrollierten thermonuklearen Reaktion. Der erste solche Test war 1951 das Experiment „George“ der US-amerikanischen Operation Greenhouse.

### Kernfusionsenergie
Kontrolliert ablaufende thermonukleare Reaktionen hingegen sollen zukünftig in Kernfusionsreaktoren genutzt werden. Ihre Machbarkeit, Kontrollierbarkeit usw. wird an verschiedenen Forschungseinrichtungen und Prototyp-Anlagen wie z. B. JET, ITER und NIF erprobt.

### Fachbücher
- Arnold Hanslmeier: Einführung in Astronomie und Astrophysik. Springer Berlin Heidelberg, Berlin, Heidelberg 2014, ISBN 978-3-642-37699-3, S. 331 ff., doi:10.1007/978-3-642-37700-6.
- Albrecht Unsöld, Bodo Baschek: Der neue Kosmos: Einführung in die Astronomie und Astrophysik. Springer Berlin Heidelberg, Berlin, Heidelberg 2002, ISBN 978-3-540-42177-1, doi:10.1007/978-3-662-06529-7.